# Eois quadrilatera
Eois quadrilatera är en fjärilsart som beskrevs av Paul Dognin 1899. Eois quadrilatera ingår i släktet Eois och familjen mätare. Inga underarter finns listade i Catalogue of Life.